# Klimówka (gromada)
Klimówka – dawna gromada, czyli najmniejsza jednostka podziału terytorialnego Polskiej Rzeczypospolitej Ludowej w latach 1954–1972.
Gromady, z gromadzkimi radami narodowymi (GRN) jako organami władzy najniższego stopnia na wsi, funkcjonowały od reformy reorganizującej administrację wiejską przeprowadzonej jesienią 1954 do momentu ich zniesienia z dniem 1 stycznia 1973, tym samym wypierając organizację gminną w latach 1954–1972.
Gromadę Achrymowce z siedzibą GRN w Klimówce utworzono – jako jedną z 8759 gromad – w powiecie sokólskim w woj. białostockim, na mocy uchwały nr 22/V WRN w Białymstoku z dnia 4 października 1954. W skład jednostki weszły obszary dotychczasowych gromad Klimówka, Bilminy, Nomiki i Zaśpicze ze zniesionej gminy Babiki oraz gromad Czepiele i Tołcze ze zniesionej gminy Kuźnica w tymże powiecie. Dla gromady ustalono 13 członków gromadzkiej rady narodowej.
31 grudnia 1959 gromadę Klimówka zniesiono, włączając ją do gromad Malawicze Dolne (wsie Bilminy, Nomiki, Zaspicze, Klimówka i Szymaki oraz kolonię Palestyna) i Kuźnica (wsie Czepiele i Tołcze, kolonię Tołoczki Małe i przysiółek Kryski).